# Cantone di Montluçon-Sud
Il Cantone di Montluçon-Sud era una divisione amministrativa dell'arrondissement di Montluçon.
A seguito della riforma approvata con decreto del 27 febbraio 2014, che ha avuto attuazione dopo le elezioni dipartimentali del 2015, è stato soppresso.

## Composizione
Comprendeva parte della città di Montluçon e 4 comuni:
- Lavault-Sainte-Anne
- Lignerolles
- Néris-les-Bains
- Teillet-Argenty